# Zastava 750
Zastava 600/750/850 – odmiana licencyjna samochodu Fiat 600, produkowana w Jugosławii przez zakłady Zastava w latach 1955–1985.

## Historia i opis modelu
Produkcję pojazdu jako Zastava 600 rozpoczęto 18 października 1955 roku w jugosłowiańskiej fabryce Zavodi Crvena Zastava w Kragujevacu (Socjalistyczna Republika Serbii). Pojazd stanowił początkowo montowaną z włoskich części wersję samochodu Fiat 600. Porozumienie o współpracy koncernu Fiat z jugosłowiańskimi zakładami Crvena Zastava, dotyczące różnych modeli samochodów, podpisano 12 sierpnia 1954 roku.
W 1960 roku pojawiła się wersja 750, odpowiadająca włoskiemu Fiatowi 600D, wyposażona w benzynowy silnik R4 o pojemności 767 cm³ umieszczony wzdłużnie z tyłu. Silnik był chłodzony cieczą, osiągał moc 25 KM przy 4800 obr./min, moment obrotowy wynosił 46 Nm przy 2500 obr./min, a stopień sprężania 7,5. Samochód rozwijał prędkość maksymalną 110 km/h. Oznaczenie „750” dla jugosłowiańskich samochodów przyjęto jako lepiej korespondujące z pojemnością silnika. 
Z uwagi na duży popyt w Jugosławii na tanie samochody, po rozpoczęciu montażu podjęto decyzję o uruchomieniu ich produkcji licencyjnej, pozwalającej na zwiększenie liczby gotowych pojazdów. Od lat 60. Zastava 750 wytwarzana była od podstaw w Jugosławii, przy tym silniki produkował Zakład im. 21 Maja w Belgradzie. Od 1968 roku produkowano model Zastava 750M, w którym zmieniono kierunek otwierania drzwi, zawieszając je na przedniej krawędzi. W 1969 roku wprowadzono większe reflektory z przodu oraz zrezygnowano z chromowanych kłów na zderzakach. Z biegiem czasu zrezygnowano z chromowanych ozdób przedniego pasa samochodu, pozostawiając jedynie uproszczony znak firmowy pośrodku gładkiego przodu. W 1975 roku zmodernizowano wnętrze, wprowadzając m.in. deskę przyrządów z miękkimi bezpieczniejszymi nakładkami i innym zestawem wskaźników, kierownicę od Fiata 126 i pasy bezpieczeństwa. Podstawowy model wówczas nazywano Zastava 750S, a wersję z lepszym wyposażeniem 750L (Luxe – miała ona m.in. lepsze wykończenie, półkę pod deską rozdzielczą i małe kły na zderzakach, z gumowymi nakładkami; wersja S miała podłużną gumową nakładkę na zderzaku).
W 1978 roku przedstawiono modele 750SC i LC z silnikiem o mocy zwiększonej do 22 kW/30 KM, który rozpędzał auto do prędkości 120 km/h. Od lipca 1980 roku zastąpiły je w produkcji modele 750SE i 750LE, z silnikiem spełniającym europejskie normy czystości, zamkniętym układem chłodzenia z termostatem, dwuobwodowym układem hamulcowym i innymi ulepszeniami. W roku 1980, na salonie samochodowym w Belgradzie, przedstawiono model 850 z silnikiem z Fiata 850 o pojemności 848 cm³, moc 23,4 kW/32 KM rozpędzającym auto do 125 km/h. Produkcję zakończono 18 listopada 1985 roku, powstało 923 487 egzemplarzy modelu.
Od 1977 do 1984 roku samochód montowany był przez fabrykę Compañía Colombiana Automotriz (CCA) w stolicy Kolumbii – Bogocie, pod nazwą Zastava 750Z lub Fiat 750Z. Po zakończeniu produkcji rozważano sprzedaż oprzyrządowania tureckim zakładom Tofaş, gdzie „ficie” miały być dalej wytwarzane pod marką Yugo, jednak nigdy do tego nie doszło.
Pojazd potocznie nazywany jest w krajach byłej Jugosławii „ficią” (Fića (Фићa) lub Fićo (Фићo) w Serbii, Bośni, Czarnogórze i Chorwacji, Fičo lub Fičko w Słowenii oraz Fikjo (Фиќо) w Macedonii). Przydomek pochodzi od nazwy głównego bohatera komiksu publikowanego przez gazetę „Borba” w początkowych latach produkcji samochodu. Samochód odegrał zasadniczą rolę w powszechnym zmotoryzowaniu Jugosławii po II wojnie światowej, podobnie jak inne tanie i proste małe samochody w innych krajach. Auta eksportowano także do innych krajów, początkowo tylko bloku wschodniego z uwagi na warunki licencji. Pierwszym krajem, dokąd je eksportowano, była Polska, w latach 1965–1970 (dopóki nie rozpoczęto tam produkcji Polskiego Fiata 126p). Od połowy lat 70. eksportowano je także do Ameryki Łacińskiej.

## Dane techniczne
| Wersja | Silnik:            | Śr. × skok tłoka: | St. sprężania: | Moc maks:                          | Maks. moment obrotowy    | 0-100 km/h: | V-max:   |
| ------ | ------------------ | ----------------- | -------------- | ---------------------------------- | ------------------------ | ----------- | -------- |
| 600    | R4 0,6 l (633 cm³) | 60 mm x 56 mm     | 7,5:1          | 21,5 KM (16 kW) przy 4600 obr./min | 45 Nm przy 3250 obr./min | b.d.        | 100 km/h |
| 750    | R4 0,8 l (767 cm³) | 62 mm x 63,5 mm   | 7,5:1          | 25 KM (18,5 kW) przy 4800 obr./min | 46 Nm przy 2500 obr./min | 54 s        | 110 km/h |
| 750S   | R4 0,8 l (767 cm³) | 62 mm x 63,5 mm   | 7,5:1          | 30 KM (22 kW) przy 5400 obr./min   | 51 Nm przy 3600 obr./min | 31,7 s      | 120 km/h |
| 850    | R4 0,8 l (848 cm³) | 65 mm x 63,5 mm   | 7,4:1          | 32 KM (23,4 kW) przy 5400 obr./min | 55 Nm przy 2500 obr./min | 29,4 s      | 125 km/h |

## Galeria

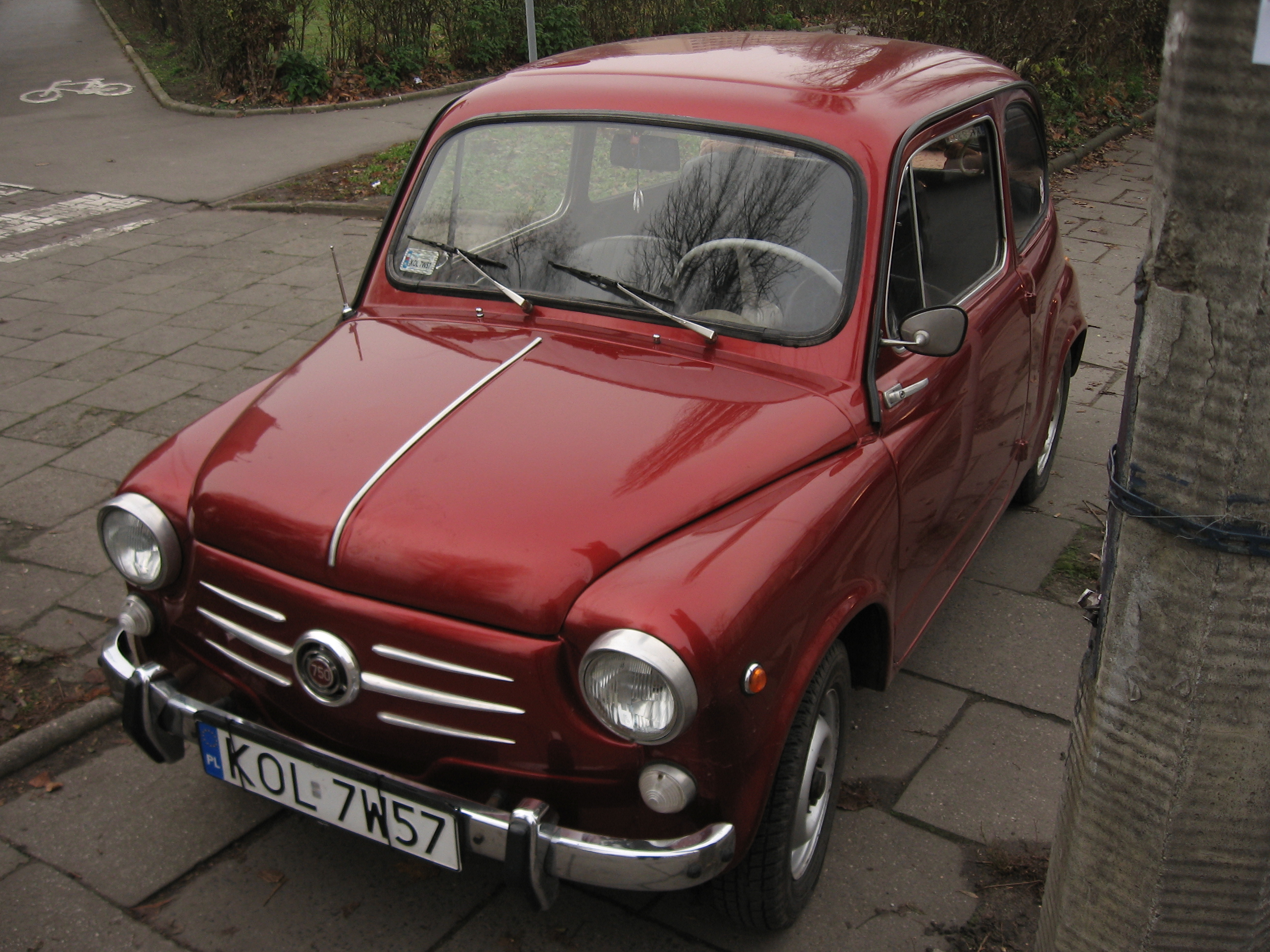
Zastava 750 sprzed 1968 roku w Polsce
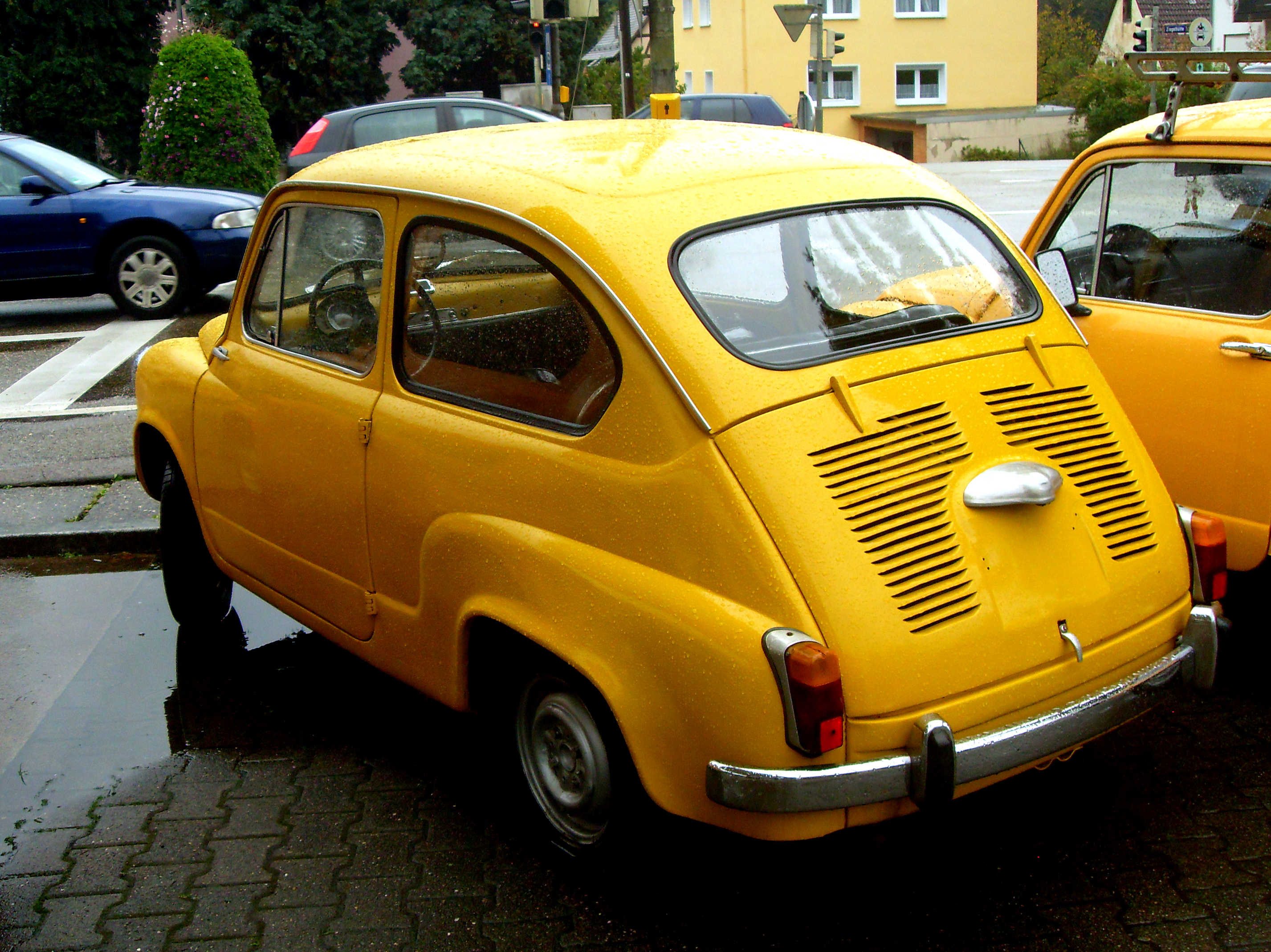
Zastava 750 sprzed 1968 roku – tył pojazdu
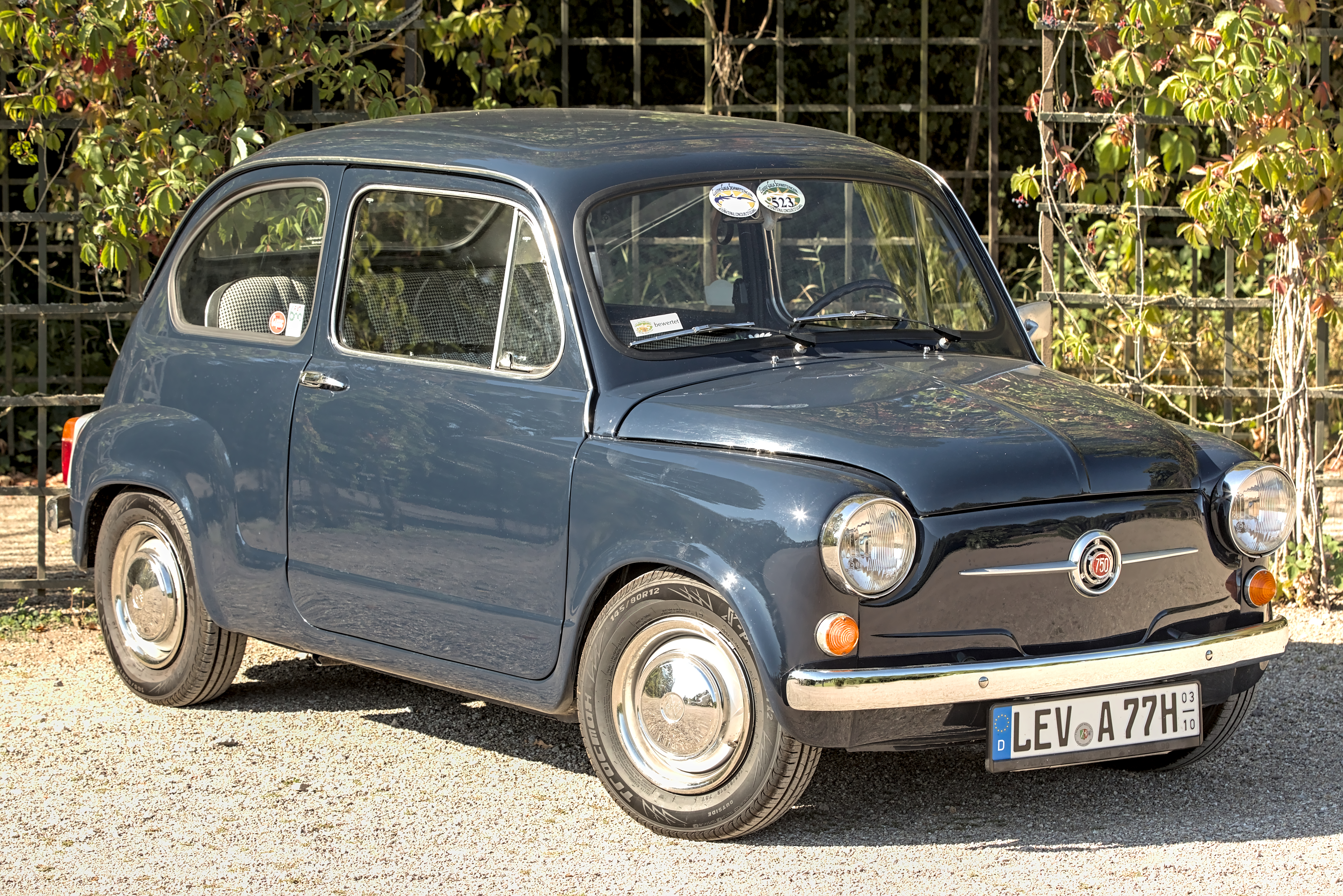
Zastavy 750 w wersji Luxe
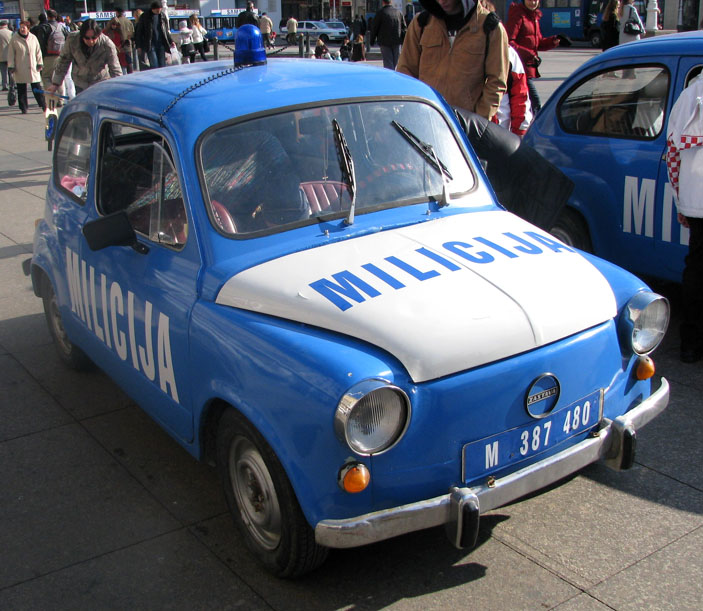
Zastava 750 w barwach jugosłowiańskiej milicji
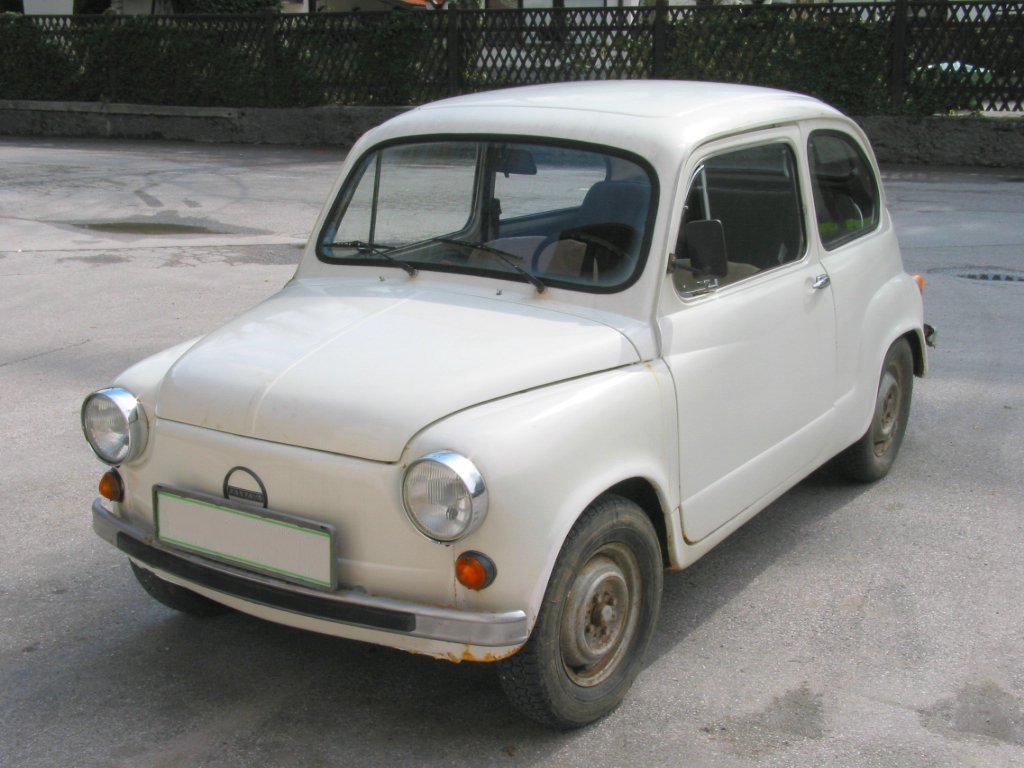
Zastava 850
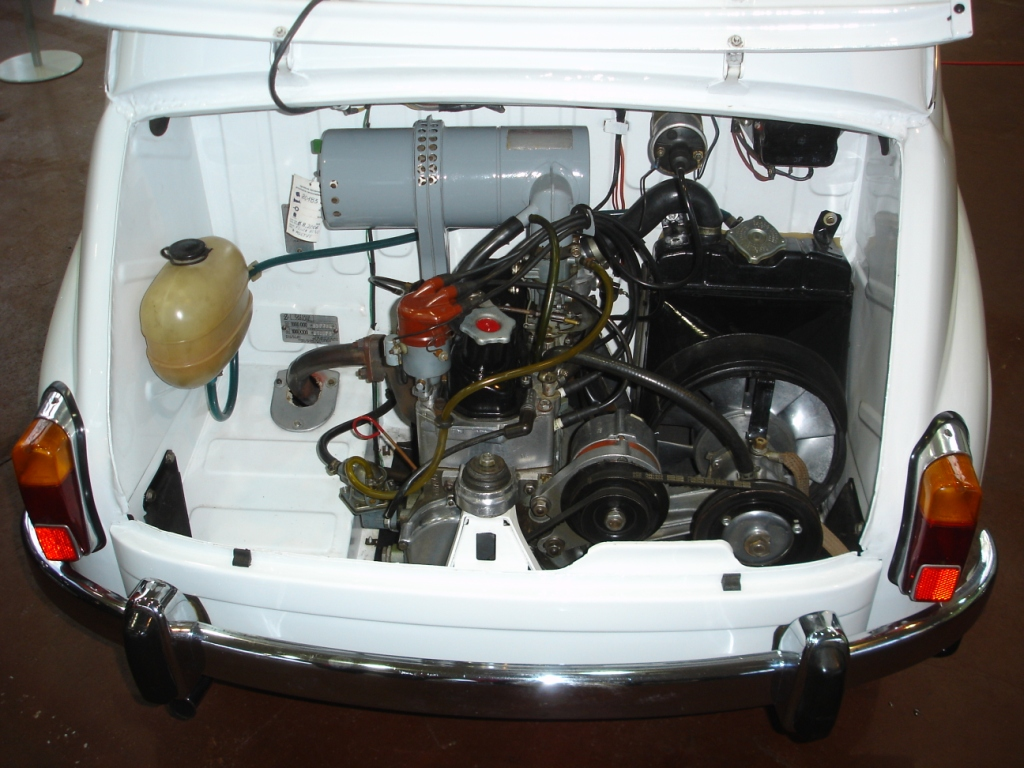
Silnik 750 Luxe